# Дяченки
Дяченки́ — село в Україні, у Козельщинській селищній громаді Кременчуцького району Полтавської області. Населення становить 149 осіб. До 2017 орган місцевого самоврядування — Мануйлівська сільська рада.

## Географія
Село Дяченки знаходиться на відстані 2 км від сіл Харченки та В'язівка, за 2,5 км від села Верхня Мануйлівка. Довкола села кілька невеликих озер.
Через Дяченки проходить Автошлях Т 1736.

## Історія
12 червня 2020 року, відповідно до розпорядження Кабінету Міністрів України № 721-р «Про визначення адміністративних центрів та затвердження територій територіальних громад Полтавської області», село увійшло до складу Козельщинської селищної громади.

19 липня 2020 року, в результаті адміністративно - територіальної реформи та ліквідації Козельщинського району, село увійшло до складу новоутвореного Кременчуцького району.

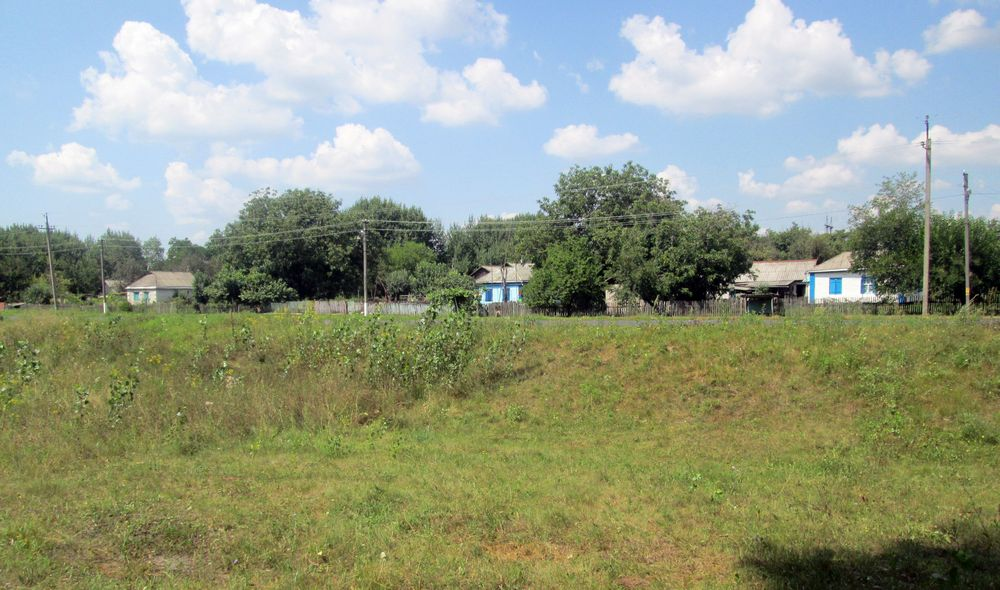
Панорама села
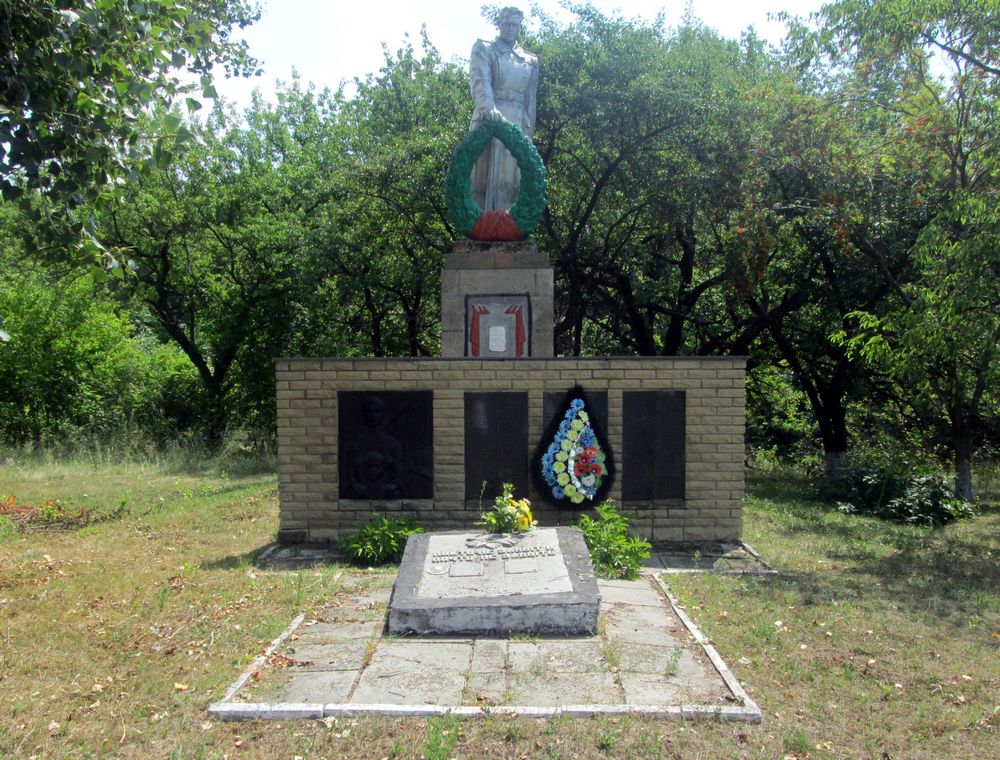
Меморіал пам'яті загиблим в роки німецько-радянської війни 1941-45 рр.
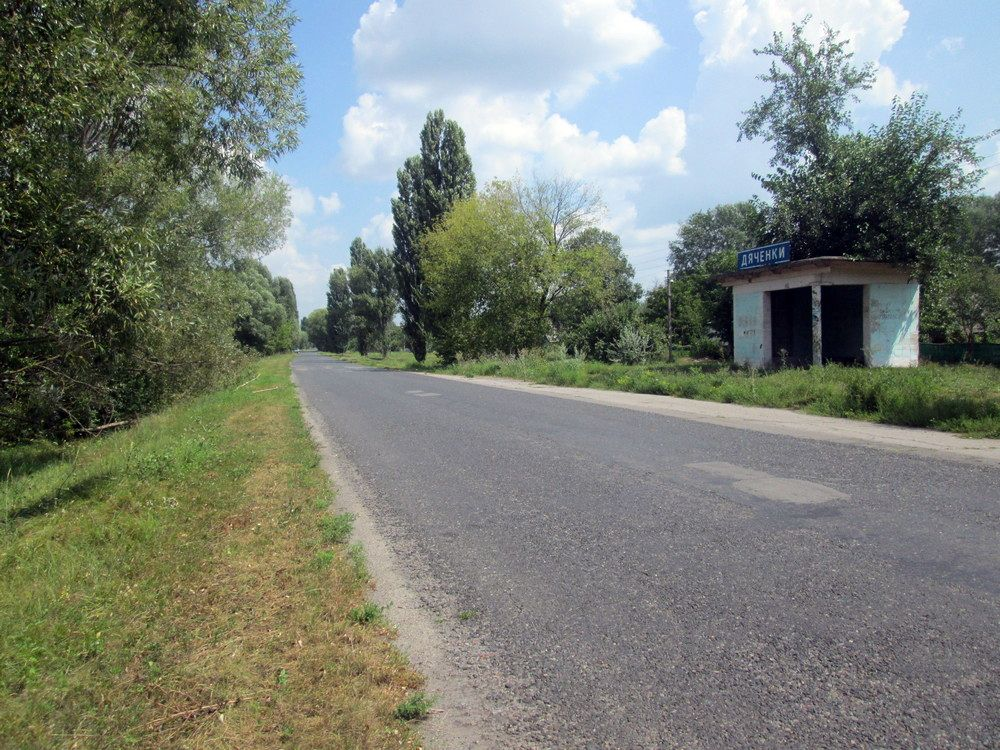
Автошлях Т 1736 у селі